# 陳友定
陳友定（？—1368年），又作陈有定，字安国，又作国安、永卿，元朝末年江浙等处行中书省福建道宣慰司福州路福清州玉涧（今福建省福州市福清市市区西门街一带）人，少年时流落至汀州府清流县务农务工，后加入元朝政府军，元末明初参与了镇压元末民变的战争，因战功而最终升为福建行省平章政事，作为忠于元朝政府的官员掌控福建，曾平定福建战乱，最后因败于朱元璋，自杀未遂而被押赴南京处决。

## 生平

### 早年
陳友定出生于元朝福建行省福州路福清州的玉涧，小时候父母双亡，被贫困所迫而流落到福建汀州府清流县務農，后来又到盐店当童工。他身材魁梧、为人仗义、有游侠风范。陈友定的雇主橘州富商羅家男主人因赞赏友定，想招他做女婿，但女主人因陈友定有頭瘡而厌恶的叫他“瘡頭郎”，不愿接纳他。此时邻居王家梦见猛虎踞于门口，正好当日陈友定为抓逃走的鹅而来到王家门口，王家人就以他为异人，将女儿许配给他。

### 军旅生涯

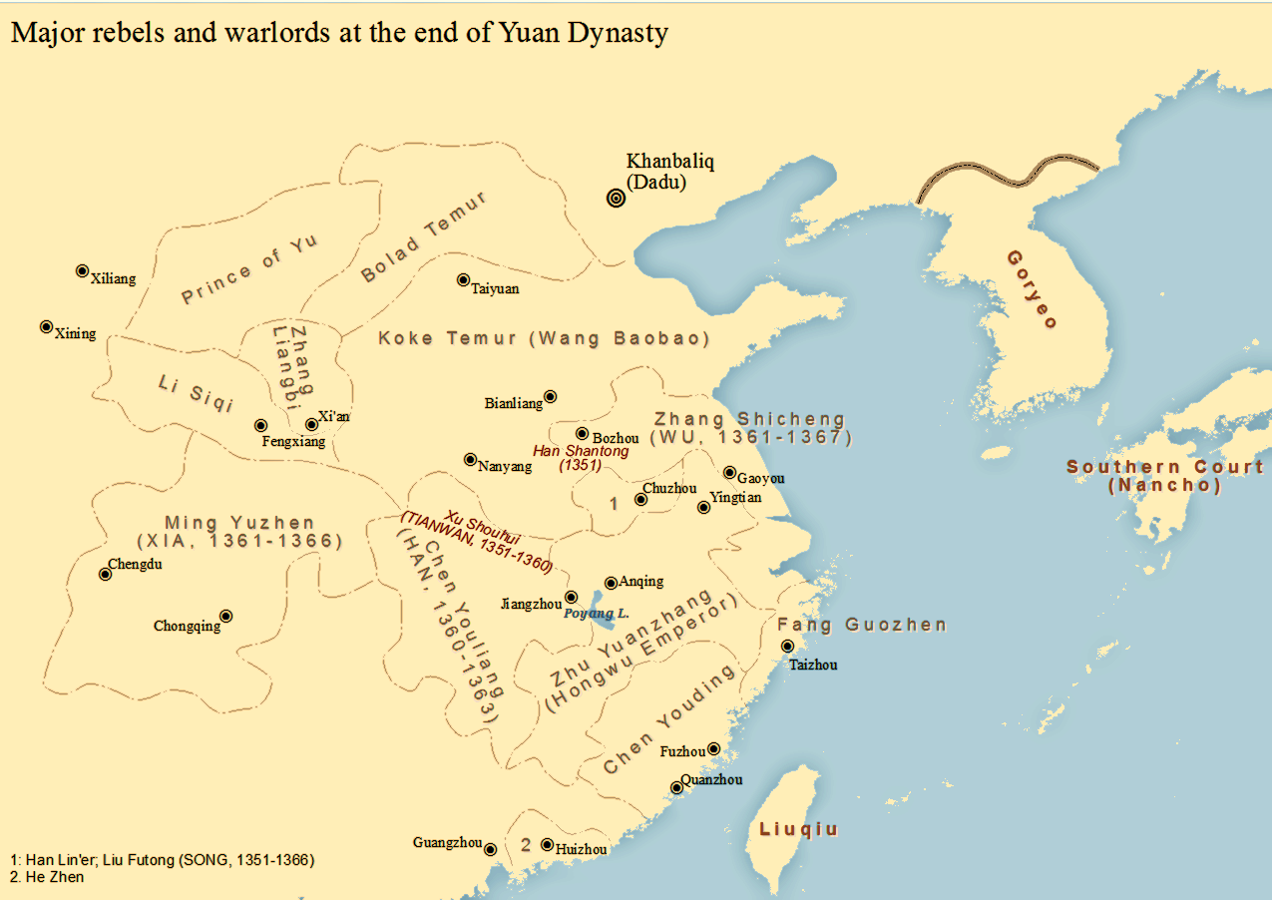
元末形势图

后来，陈友定参军入伍，为明溪驿卒。1352年（至正十二年），升任兵牌，适逢汀州府判蔡公安募兵，陈友定因智勇双全而被蔡公安授予黄土砦巡检一职，随佥都元帅参与镇压邵武一带的民变。平乱中获战功后被升为清流县主簿、县尉、县尹，并平定了附近的匪乱。1358年（至正十八年），他升任延平路总管。在之后的军旅生涯中，陈友定又屡建功勋，曾击败入侵福建的陈友谅部将邓克明，一路追击到宁化、连城等县。其后调任汀州路总管，升迁为福建行省参知政事。1361年（至正二十一年），陈友定率军击败进攻汀州、围困建瓯的邓克明部队，因而被元朝政府提拔为左丞。
到了1364年（至正二十四年），陈友定手下已经握有军队数万人，当年二月，他北进浙江处州进攻张士诚，朱元璋派参军胡深，率部增援处州防守，于是陈友定被击败，朱元璋的部队随即进入福建北部。这时陈友定又转攻福建西北部的建宁，抵御朱元璋的部队，并在建宁锦江一役中诱杀了胡深，取得胜利。因这次战功，陈友定被元朝任命为福建行省平章政事，分省延平，成为掌控福建军政大权的最高官员。興化豪强林珙與惠安豪强陈同、柳伯順仇殺，招致亦思巴奚军侵扰泉州和兴化一带，形成亦思巴奚战乱，陈友定也一一将他们平定，在福州斬首了作亂多年的亦思巴奚军首领那兀纳。
为防御朱元璋部队从福建西南方向的进攻，陈友定又修缮连城冠豸寨，凿开清流九龙滩。为支援元朝中央政府，陈友定还将几十万斤福建粮食从海路运往元大都。1366年前后，陈友定已经控制了福建的全境以及广东东部的潮州一带，成为中国东南忠于元朝的一大势力。

### 兵败殉元
1367年（至正二十七年，吴元年）五月，朱元璋派胡美、汤和率大军分别从福建北部和海路两路进攻福建。廣信衛指揮沐英攻破分水關进入福建，并随即攻克崇安縣，另一路明军在副將軍李文忠率领下经过血战攻下浦城。十一月，明军占领福建西北部的光泽县，陈友定率军扼守延平，命同佥赖正孙、副枢谢英辅、院判邓益等率军2万驻守福州。但汤和于十二月中旬从海路经五虎门入闽江口，在福州城南的南臺河口对福州发动进攻，并攻占福州，元朝行宣政院使朵耳麻拒绝投降而死在明军监狱中，僉樞密院柏帖穆尔也杀死家人后自尽，此外閑居福州的廣東廉訪司僉事獲獨步丁和江西行省左右司都事呂復也都自杀殉国。汤和攻下福州后与胡美合力，分别自闽江下游和上游合攻延平，对陈友定形成夹击之势。胡美曾遣使劝降陈友定，但陈友定誓忠元朝，将来使处决。不久，延平城被明军攻陷，城破之时，陈友定让部下各自择路，而自己要誓死报效元廷，于是在大堂服毒后按剑待死，但药量不足，仅致昏迷，最后明军抵达大堂，将不省人事的陈友定用担架抬出，途中遇上大雨，陈友定被雨浇醒，最后被押解往南京應天府。另有说法是陈友定用佩刀割喉自杀，割喉后仍執刀按膝端坐。
在南京时，因陈友定拒绝投降，明太祖朱元璋问他：元朝已经灭亡，他为何还死忠元朝，杀朱元璋的参军胡深、并斩劝降的来使。陈友定回答：「事敗身亡，惟有死耳，尚何言！」拒绝投降，最终和他的儿子一起在南京被斩首。另有史料称明太祖在南京对陈友定进行劝降，并许诺官授原职、否则炮烙处死，但陈友定毅然选择伏炮烙而死，死后明太祖令人埋葬他的尸体。

## 部属
- 陈海（又名陈宗海）
- 邓克明
- 郑定（记室）
- 王翰（福州路治中 → 福州路同知 → 福建江西等处行中书省郎中、潮州路总管）
- 罗良
- 陈端孙（福清州宣慰使）
- 孔楷（崇安县令）
- 张子玉
- 阮德柔
- 赖政
- 曲出（福建江西等处行中书省平章政事）
- 尹克仁（福建江西等处行中书省参知政事）
- 朵耳麻（行宣政院使）
- 柏帖穆尔（一作柏帖木儿，佥枢密院）
- 萧某（院判）
- 迭里弥实（漳州路达鲁花赤）
- 赖正孙（同佥）
- 谢英辅（枢密副使）
- 邓益（院判）
- 伯颜（福建江西等处行中书省员外郎 → 吏部侍郎）

## 影响和评价
陳友定為元明間投效元朝的漢人將領，也是當時元朝少見的悍將，這些特點，讓他於青史留名，《元史》将他写入《忠义传》。明朝的解縉称他「始終盡節」，王逄也称赞他为“闽三忠”之一（另外两人是柏帖穆尔和迭里弥实）。

## 延伸阅读
[在维基数据编辑]
 《國朝獻徵錄·卷之一百十九》，出自焦竑《國朝獻徵錄》
 《明史卷一百二十四》，出自《明史》